# Ják
Ják (em alemão: Jaak / Sankt Georgen / Sankt Jörgn; croata: Jakova) é um município da Hungria, situado no condado de Vas. Tem 44,95 km² de área e sua população em 2015 foi estimada em 2.598 habitantes.